# Georg Friedrich Nicolai
Georg Friedrich Nicolai (nacido Lewinstein (referencia?) (1874 Berlín -- 1964 Santiago de Chile) fue un médico, fisiólogo, pacifista y emigrante alemán. Estudió en la Universidad de Berlín, y ejerció la medicina en el Charité en Berlín. Admiraba el trabajo del fisiólogo ruso Ivan Petrovich Pavlov con quién trabajó algunos meses. Escribió, con su interno Friedrich Kraus un libro sobre electrocardiografía intitulado Das Elektrokardiogramm des gesunden und kranken Menschen (El electrocardiograma de hombres sanos y enfermos). Fue médico personal del Kaiser y atendió a su esposa.
En octubre de 1914, al comienzo de la Primera Guerra Mundial, Nicolai escribió el Manifiesto a los Europeos (ver traducción abajo). Sólo otros tres intelectuales alemanes firmaron el manifiesto de Nicolai: el físico Albert Einstein, el astrónomo Wilhelm Julius Förster y el filósofo Otto Buek. 
Durante la guerra publicó La biología de la guerra, después traducida a varios idiomas. Por su postura antibelicista fue dejado cesante, sus propiedades confiscadas y fue exilado a la remota región de Tucheler Heide, en la Prusia Occidental. Hay notables coincidencias entre el análisis de las raíces psicológicas de la guerra entre los escritos de Einstein y los de Nicolai.
El 20 de junio de 1918 huyó hacia Dinamarca con la ayuda de unos oficiales que lo custodiaban, en dos aviones de la Liga Spartacus. Einstein ayudó en la preparación de la fuga, secreto que llevó hasta su muerte. En 1922 Nicolai emigró a Sudamérica donde trabajó en Argentina, en la Universidad Nacional de Córdoba, en la Cátedra de Fisiología Humana, Escuela Práctica de Medicina, de la Facultad de Medicina entre 1922-1927 y después en Chile, donde se estableció hasta su muerte.
En los años 30 escribió Das Natzenbuch (Una historia natural del movimiento nacional socialista y del nacionalismo en general), en que denuncia el nacionalismo como "uno del los mayores, posiblemente el mayor peligro para el futuro desarrollo de la raza humana".

## Algunas publicaciones
- con Friedrich Kraus. Das Elektrokardiogramm des gesunden und kranken Menschen. Berlín 1910
- Aufruf an die Europäer. Erstmals veröffentlicht in Die Biologie des Krieges. Zúrich 1917
- Die Biologie des Krieges. Betrachtungen eines deutschen Naturforschers. Zürich 1917. Britischer Nachdruck 2012, Nabu Press Lightning Source, 238 pp., ISBN 978-1275916159
- Sechs Tatsachen als Grundlage zur Beurteilung der heutigen Machtpolitik. Berna 1918
- Ein Aufruf an die Europäer. In: Das werdende Europa. Zúrich 1918
- La Base biológica. Córdoba 1925
- Homenaje de despedida a la tradición de Córdoba docta y santa. Buenos Aires 1927
- Das Natzenbuch. Eine Naturgeschichte der National-Sozialistischen Bewegung und des Nationalismus überhaupt. Unveröffentlichtes Manuskript aus Mitte der 1930er
- Miseria de la Dialéctica. Santiago de Chile 1940
- Eugenesia. Santiago de Chile 1957
- Die Biologie des Krieges. Betrachtungen eines Naturforschers den Deutschen zur Besinnung. 2 vols. Darmstädter Blätter, Darmstadt 1983

## Literatura
- Herbert Gantschacher (editor) "Theatre Form as an Articulated Way of Life" incluye ensayos de Hubert Steiner(Viena), Katharina Rostock(Berlín), Jean-Jacques Van Vlasselaer(Otawa), Marjan Bevk(Bovec), Erich Heyduck(Viena) and Brenda Harker(Oakland) en "The Unifying Aspects of Cultures" (Los aspectos unificadores de las culturas) - TRANS-Studien vol. 1 LIT, Viena-Berlín 2004; ISBN 3-8258-7616-0
- Herbert Gantschacher "Witness and Victim of The Apocalypse" (Testigos y víctimas del apocalipsis) - ARBOS, Viena-Salzburgo-Arnoldstein 2007